# Aeroportul Regional Salisbury–Ocean City–Wicomico
Aeroportul Regional Salisbury–Ocean City–Wicomico (IATA: SBY, ICAO: KSBY, FAA LID: SBY) este un aeroport din Maryland, Statele Unite ale Americii ce deservește zona Salisbury. Aeroportul a fost tranzitat în 2019 de 140.222 de pasageri. A fost numit după zona deservită.
Situat la o altitudine de 16 m, aeroportul dispune de 2 piste.

## Infrastructură

### Piste
Aeroportul dispune de 2 piste. Pista 05/23 are suprafața de asfalt și dimensiunile 5.000 picioare × 100 picioare. Pista 14/32 are suprafața de asfalt și dimensiunile 6.400 picioare × 100 picioare. 